# Kattegat
A Kattegat szoros (dán; svédül: Kattegatt) a Skagerrak szoros folytatása Dánia és Svédország között. A Balti-tengerhez a Dán szorosokon keresztül (Øresund, Nagy-Bælt, Kis-Bælt) kapcsolódik. A Skagerrak és a Kattegat határa a dániai Grenen földnyelv és svédországi Tjörn szigete közötti vonal.

## Földrajz
A Kattegatba torkolló jelentősebb vízfolyások a svéd oldalon a Göta-folyó Göteborgnál, valamint a Lagan, Nissan, Ätran és Viskan folyók Halland megyében; a dán oldalon a Gudenå folyó Jyllandon.
Legfontosabb szigetei a Samsø, Læsø és Anholt, melyek közül utóbbi kettőt a „dán sivatagi öv” néven is emlegetik viszonylag száraz nyári éghajlatuk miatt.

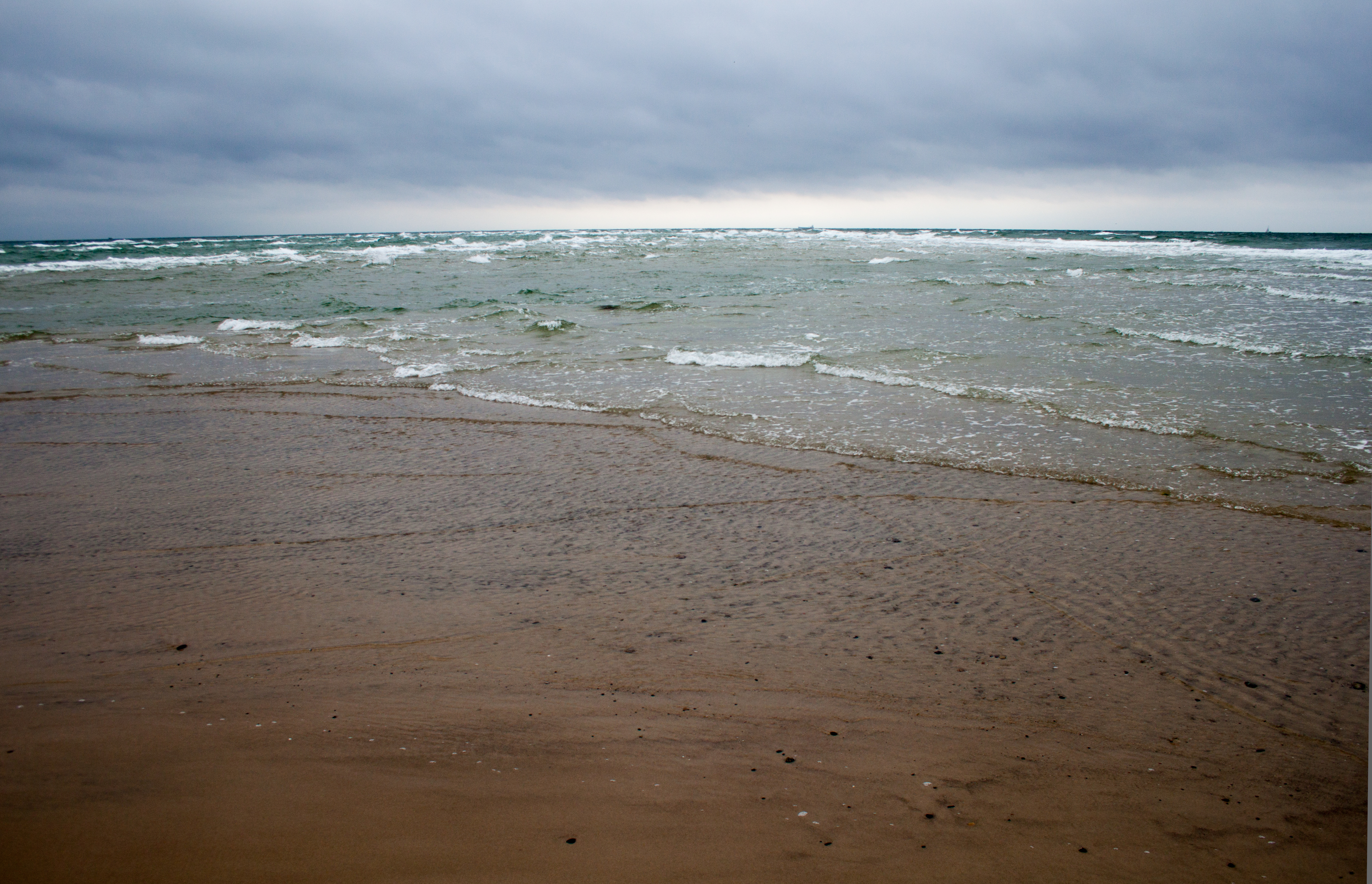
Grenen, a Skagerrak és a Kattegat vizeinek találkozása

A Kattegat partján számos említésre méltó táj és város található, köztük a svédországi Kullaberg természetvédelmi terület, amely számos ritka fajnak ad otthont és látványos sziklafalakkal büszkélkedhet, valamint a közelében fekvő Mölle városka festői kikötőjével.

## Etimológia
A Kattegat név feltehetőleg a holland (és az alnémet) Kat (macska) és Gat (lyuk) szavakból ered. Ez a késő középkori hajózásra vezethető vissza, amikor a tengerészek a szorost egy lyukhoz hasonlították, melyen a macska is alig fér át. A szorosban a zátonyok miatt egy helyen 3,84 km-re szűkült a hajózható sáv.